# Doris Blackburn
Doris Amelia Blackburn (Melbourne, 18 de septiembre de 1889 – Coburg, 12 de diciembre de 1970) fue una reformista social y política australiana. Sirvió en la Cámara de Representantes de 1946 a 1949, segunda mujer después de Enid Lyons en hacerlo. Blackburn era un socialista prominente y originalmente miembro del Partido Laborista Australiano. Estuvo casada con Maurice Blackburn, diputado laborista, pero fue expulsado del partido en 1937 y ella dimitió del partido en solidaridad. Su marido murió en 1944 y fue elegida para ocupar su antiguo escaño en las elecciones federales de 1946. Fue la primera mujer para el parlamento como candidata independiente. Sin embargo, sólo ejerció un único mandato antes de ser derrotada. Posteriormente, fue presidenta de la Liga Internacional de Mujeres por la Paz y la Libertad.

## Trayectoria
Nació en Hawthorn, Melbourne, Victoria, hija de Lebbeus Hordern, agente inmobiliario, y su mujer Louisa Dewson (de soltera Smith), y se implicó desde muy joven en los derechos de las mujeres y en cuestiones relacionadas con la paz, y fue secretaria de campaña de Vida Goldstein, la primera mujer que se presentó a las elecciones al Parlamento de Australia. El 10 de diciembre de 1914 se casó en Melbourne con Maurice Blackburn, un socialista de vanguardia y pasó su luna de miel organizando campañas contra la guerra y el servicio militar obligatorio.
Mientras su marido era miembro del Partido Laborista Australiano (ALP) en los parlamentos de Victoria y Federal, Blackburn continuó trabajando en temas sociales, algunos de los cuales la llevaron a entrar en conflicto con el Partido Laborista (del que ella también era miembro) y, tras la expulsión de Maurice del partido en 1937, renunció al ALP. Su marido siguió formando parte del Parlamento como independiente, pero perdió su escaño en las elecciones federales de 1943 frente al candidato oficial del Partido Laborista, y murió al año siguiente.
Disgustada por el trato que los laboristas daban a su marido, Blackburn se presentó como candidata laborista independiente para el antiguo escaño de su marido, Bourke, en las elecciones de 1946, y al ganarlas se convirtió en la segunda mujer elegida para la Cámara de Representantes de Australia.
En el parlamento, Blackburn, que compartía los escaños con su colega ex laborista Jack Lang, defendió cuestiones similares a las de su difunto marido, adquiriendo notoriedad a nivel nacional en 1947 al ser la única diputada que votó en contra del proyecto de Ley de Energía Atómica. Fue presidenta nacional del Consejo para las Libertades Civiles. Tras una redistribución electoral, el escaño de Bourke fue suprimido, y en las elecciones de 1949 se presentó al nuevo escaño de Wills. En una contienda con los partidos Laborista y Liberal, quedó en tercer lugar con un 20%. En las elecciones de 1951 volvió a presentarse en Wills y también quedó tercera con el 17% de los votos. En ambas ocasiones, el escaño fue ganado de forma convincente por los laboristas.
En septiembre de 1949, Blackburn era miembro fundador del Consejo Australiano de la Paz.
Posteriormente, Blackburn se mantuvo activa en cuestiones sociales y fue presidenta de la Liga Internacional de Mujeres por la Paz y la Libertad. Al darse cuenta de los problemas a los que se enfrentaban los aborígenes, tras una visita al Campo de Experimentación de Woomera, cofundó, junto con Douglas Nicholls, la Liga para el Avance de los Aborígenes y el Consejo Federal para el Avance de los Aborígenes.
Blackburn falleció el 12 de diciembre de 1970 en Coburg, Victoria, con 81 años, y le sobrevivieron sus dos hijos y una de sus dos hijas.